# Прапор Партизанів
Прапор Партизанів — офіційний символ села Партизани (Феодосійського району АРК), затверджений рішенням Партизанської сільської ради від 19 вересня 2008 року.

## Опис прапора
Прямокутне полотнище зі співвідношенням ширини до довжини 2:3, що складається з п'яти вертикальних смуг — зеленої, білої, червоної, білої та зеленої; у центрі червоного поля — білий меч з жовтим руків'ям, спрямований вістрям додолу в жовтий лавровий вінок.